# سالیچه سالنتینو
سالیچه سالنتینو (به ایتالیایی: Salice Salentino) یک کومونه در ایتالیا است که در استان لچه واقع شده‌است. سالیچه سالنتینو ۵۸ کیلومتر مربع مساحت و ۸٬۸۲۷ نفر جمعیت دارد و ۴۹ متر بالاتر از سطح دریا واقع شده‌است.